# Wolfhart Westendorf
Wolfhart Westendorf (18. září 1924 – 23. února 2018) byl německý egyptolog. Studoval u Hermanna Grapowa, s nímž se podílel na knize Grundriss der Medizin der alten Ägypter (anglicky Ancient Egyptian Medicine, celosvětově nejrozsáhlejší publikaci o starověké egyptské medicíně.
Zároveň publikoval mnoho knih o egyptologii a o starověkém egyptském jazyce.